# 생방송 임성훈 이영자입니다
생방송 임성훈 이영자입니다는 1999년 5월 17일부터 2000년 5월 12일까지 방송되었던 교양 · 예능 · 토크쇼 프로그램이다.

## 타이틀 변천사
- 《생방송 임성훈입니다》: 1998년 10월 26일 ~ 1999년 5월 14일
- 《생방송 임성훈 이영자입니다》: 1999년 5월 17일 ~ 2000년 5월 12일